# Префект
Префект (лат. praefectus) је назив за магистрата, односно јавног функционера који у разним земљама има различите дужности и овлашћења. Територија или институција над којом префект има надлежност се понекад назива префектура.
Реч потиче од латинског израза praeficiere, а што значи „стати испред”. Први пут се појавио у античком Риму где је означавао низ различитих јавних службеника. Од пада Римског царства се почео користити и у низу земаља, поготово онима где се као службени језик користи неки од романских језика.

## Древни Рим
Префект је обично била титула коју су носили ниже рангирани службеници, односно службеници који нису били изабрани, него именовани или подређени изабраним службеницима. По правилу су обављали рутинске послове, као што су вођење затвора или цивилне управе.

### Преторијански префекти
Преторијански префект (Praefectus praetorio) је у почетку био тек командант телесне страже генерала, да би важност добио када је Преторијанска гарда добила улогу у дређивању царева. Од времена Диоклецијанове тетрархије (300. н. е.) преторијански префекти су постали управници једне од четири преторијанских префектура, односно звања изнад новостворених дијецеза и на мање делове подељених провинција.
Још на самом почетку царског режима, Египту је признат занчај као посебној провинцији, па је тамошњи гувернер носио специфичну титулу Praefectus аugustalis.

### Полицијски и цивилни префекти
- Praefectus urbi или praefectus urbanus: градски префект, надлежан за управу града Рима.
- Praefectus vigilum: комаднант полицијско-ватрогасне службе (Vigiles).
- Praefectus aerarii: племићи именовани за чуваре државне благајне.

### Војни префекти
- Praefectus alae: командант коњичког батаљона.
- Praefectus castrorum: командант логора.[1]
- Praefectus cohortus: командант кохорте (било дела легије, било одговарајуће јединице).
- Praefectus classis: командант флоте.[1]
- Praefectus equitatus: командант коњице.
- Praefectus equitum: командант коњице.
- Praefectus fabrum: официр задужен за фабре, посебно обучене инжењерце и занатлије.[1]
- Praefectus legionis: командант коњице у легији.[1]
- Praefectus legionis agens vice legati: замјеник команданта коњице у легији.
- Praefectus orae maritimae: службеник задужен за надзор и одбрану стратешки важног дела морске обале.[1]
- Praefectus socium (sociorum): римски официр задужен за команду над ala sociorum (јединице коју чине socii, италијански савзеници Рима).

Неке од помоћних трупа су имали посебне титуле за своје префекте:
- Praefectus Laetorum (германске јединице, посебно у Галијил)
- Praefectus Sarmatarum gentilium (јединице поријеклом из степа, посебно у Италији)

### Верски префекти
- Praefectus urbi: префект из републикјанског доба који је чувао град за време годишњег жртвовања feriae latina на Албанским брдима, а у којима су учествовали конзули. Бивша титула му је била custos urbi („чувар града”).

## Феудално доба
У средњем латинском, префект је служио за озанчавање разних службеника — управних, војних и сл. најчешће уз титулу везану уз локални говор (као Бурграф).

## Савремене државе
- У Француској (и бившим француским или белгијским колонијама као што је Руанда), префект (фр. préfet) је представник државе у департману. Његова служба се назива префектура (préfecture), а негде се тако назива и његова територијална надлежност. Под-префекти (sous-préfets, sous-préfecture) делују арондисмана под његовом контролом. У Паризу префект полиције управља градском полицијом.
- У Италији префект (итал. prefetto) је државни представник у провинцији . Његова канцеларија се зове Prefettura - Ufficio Territoriale del Governo. Он има политичку одговорност и делује заједнос са квестором (questore), који је технички одговоран за спровођење закона у случају када је угрожена јавна безбедност. Служба је уведена године 1861. под владом Бетина Рикасолија. У раним годинама служба је са собом доносила далеко више одговорности, с обзиром да се преко ње наметао ауторитет централне власти на пољу образовања, јавних радова, санитарне делатности као и номинације градоначелника и већника у провинцијским скупштинама.
- У неким државама Латинске Америке су, по узору на француски модел установљен у самој Шпанији, префекти уведени као гувернери; у неким државама као Перу, француски модел је уведен у потпуности, тако да постоје и префектуре и департмани.
- У Грчкој је префект изабрани поглавар једне од 54 префектура (νομαρχίες), које представљају други степен управе, између периферија (περιφέρειες) и општина (δήμοι). Избори за префекте се одржавају сваке четврте године заједно са општинским изборима. Последњи такви избори су одржани у октобру 2006.
- У Румунијиј је префект (prefect) именовани владин представник у округу (judeţ) и Општини Букурешт, и има канцеларију под називом prefectură. Његова дужност је да представља централну власт на локалном нивоу, даслужи као веза и координира Национални план развоја и друге владине програме на локалном нивоу.
- У канадској провинцији Квебек, префект (фр. préfet) је поглавар регионалне окружне општине.
- У Бразилу је префект изабрани шеф извршне власти у општини. Већи градови као Сао Пауло, Рио де Жанеиро, Куритиба, итд. имају под-префекте које именује изабрани префект.
- У Грузији је префект (груз. პრეფექტი) шеф извршне власти у општини, а од 1990. до 1992. Именовао га је председник Грузије.

## Католичка црква
Израз се користи и у Католичкој цркви, која је већи део терминологије канонског права преузела из римског права.
- Римска курија има девет префекта за конгрегације као и два за Папино домаћинство и за Економске послове Свете столице.
- Титула се користи за начелнике неких понтификалних савета (централних одсека Курије), које се начелно називају председницима, али понекада имају ex officio положај префекта. На пример, председник Понтификалног савета за међурелигијски дијалог је истовременбо префект Комисије за религијске односе са муслиманима.
- Традиционално су ти службеници кардинали, па се за њих користи титула „кардинал-префект” или „кардинал-председник”. Када нису именовани, за њих се користи израз „про-префект” или „про-председник”. Они обично буду именовани за префекте или председнике након унапређења у Свети колегијум. Међутим, od 2005. се започело са напуштањем ове праксе.
- Апостолски префект је свештеник (понекад титуларни бискуп, али углавном свештеник) на челу апостолске префектуре, облика римокатоличке територијалне јединице која има функцију дијецезе, најчешће мисионарског типа или у анти-религијској земљи као што је Народна Република Кина, па још увек нема редовни статус дијецезе.

## Образовне институције
У неким школама у англосаксонским земљама префект (prefect) је назив који се даје ученику који има одређени ауторитет над другим ученицима, односно редару. Понекад изнад њих постоје ученици са титулама виши префект (senior prefect). У прошлости су некада имали широка овлашћења, укључујући телесно кажњавање својих недисциплираних колега.
У Шведској се, међутим, израз префект (prefekt) користи за предаваче универзитетске катедре.